# Pandanus boninensis
Pandanus boninensis är en enhjärtbladig växtart som beskrevs av Otto Warburg. Pandanus boninensis ingår i släktet Pandanus och familjen Pandanaceae.
Artens utbredningsområde är Ogasawara-shoto. Inga underarter finns listade.